# 阿拉瓦伊奥纳德莫希卡
阿拉瓦伊奥纳德莫希卡，是西班牙卡斯蒂利亚-莱昂萨拉曼卡省的一个市镇。 总面积23平方公里，总人口492人（2001年），人口密度21人/平方公里。